# Саррионандиа, Хосеба
Йосеба Саррионандиа Урибеларреа (исп. Joseba Sarrionandia Uribelarrea, род. 13 апреля 1958, Юррета, провинция Бискайя) — баскский писатель. Написал большое количество сборников стихотворений, рассказов и романов. В 1985 году сбежал из тюрьмы, где отбывал наказание как член ЭТА, продолжает писательскую деятельность.

## Биография
Йосеба получил докторскую степень филолога по баскскому языку в университете Деусто в Бильбао, и начал работать учителем баскского языка. Он преподавал фонетику и одновременно писал для журналов «Серуко Аргия», «Анаитасуна», «Хакин» и «О Эускади». Позднее начал выпускать свой собственный журнал «Ibaizabal». Он писал короткие рассказы и занимался переводами книг, например, перевёл «Поэму о старом моряке» Кольриджа.
В 1985 году Йосеба был арестован испанской полицией как член ЭТА и приговорен к 22 годам лишения свободы. Этот факт биографии не мог не отразиться в его произведениях. Однако 7 июля 1985 года, в день праздника Сан-Фермин, он совершил побег из тюрьмы, спрятавшись в репродукторе, во время концерта баскского певца Иманьола Ларцабаля, выступавшего перед заключенными. С того дня долгое время жил в секрете, а тема изгнания стала лейтмотивом в его трудах, как в романе «Lagun Izoztua» («Замёрзший друг»). Йосеба написал большое количество стихов, многие из которых были переложены на музыку баскскими певцами. Также была выпущена аудиокнига под названием «Hau da ene ondasun guzia», где писатель сам читает свои стихи, и дополненная многочисленными песнями.
По состоянию на 2018 год проживал на Кубе. В 2021 году вернулся в Страну Басков.

## Работы
- Izuen gordelekuetan barrena (1981)
- Narrazioak (1983)
- Intxaur azal baten barruan. Eguberri amarauna (1983)
- Alkohola poemak (1984)
- Ni ez naiz hemengoa (1985)
- Atabala eta euria (1986)
- Marinel zaharrak (1987)
- Marginalia (1988)
- Ez gara gure baitakoak (1989)
- Izeba Mariasunen ipuinak (1989)
- Ainhoari gutunak (1990)
- Ifar aldeko orduak (1990)
- Gartzelako poemak (1992)
- Han izanik hona naiz (1992)
- Hnuy illa nyha majah yahoo (1995)
- Miopeak, bizikletak eta beste langabetu batzuk (1995)
- Hitzen ondoeza (1997)
- Hau da nire ondasun guzia (1999)
- Zitroi ur komikiak: Joseba Sarrionandia komikitan (2000)
- Lagun izoztua (2001)
- XX. mendeko poesia kaierak: Joseba Sarrionandia (2002)
- Kolosala izango da (2003)
- Akordatzen (2004)
- Harrapatutako txorien hegalak (2005)
- Munduko zazpi herrialdetako ipuinak (2008)
- Gau ilunekoak (2008)
- Idazlea zeu zara, irakurtzen duzulako (2010)
- Moroak gara behelaino artean? (2010)
- Narrazio guztiak (1979—1990) (2011)
- Durangoko Azoka 1965-2015 (2015)
- Lapur banden etika ala politika (2015)
- Hilda dago poesia? ¿La poesía está muerta? (2016)

## Переводы
Хосеба переводил книги Кольриджа, Константиноса Кавафиса, Томаса Стернза Элиота и Фернандо Пессоа.

## Награды
- Премия Игнасио Альдекоа (1980).
- Премия Ресуррексьона Марии де Аскуэ (1980).
- Награда городского Совета Бильбао (1980).
- Награда испанских литературных критиков и Награда баскских прозаиков (1986, 2001).